# هنر شفاف اندیشیدن
هنر شفاف اندیشیدن (به انگلیسی: The Art of Thinking Clearly) نوشتهٔ رولف دوبلی، نویسندهٔ سوئیسی است که در سال ۲۰۱۳ منتشر شد. این کتاب نود و نه خطای رایج هنگام اندیشیدن را در نود و نه فصل کوتاه، توضیح می‌دهد. قسمت‌های این کتاب در اصل، در هفته نامه‌های معروف آلمانی، هلندی، و سوئیسی، به تدریج منتشر شد و بعدها در ۲ کتاب آلمانی گردآوری شد. کتاب به زبان‌های مختلفی ترجمه شده و در کشورهای آلمان، سوئیس، انگلستان، کره‌جنوبی، هند، ایرلند، سنگاپور و همچنین ایران در لیست کتاب‌های پرفروش قرار دارد.

## معرفی
کتاب هنر شفاف اندیشیدن، اثر رولف دوبلی، نویسنده سوئیسی است. دوبلی در این کتاب کوشیده بر اساس مطالعات، تحقیقات و تجربیات شخصی خود و نیز اندیشمندان و صاحب نظران دیگر، خطاهای شناختی را معرفی و راجع به آن‌ها توضیح دهد. به قول خود دوبلی، ناتوانی در شفاف‌اندیشی ــ یا به قول متخصصان: «خطای شناختی» ــ یک انحراف اصولی از منطق است، انحراف از افکار و رفتار بهینه، عقلانی و مستدل. منظورش از «اصولی» خطاهایی که گاهی وقت‌ها در تصمیم‌گیری‌ها گرفتارش می‌شویم نیست، بلکه مقصود اشتباهات معمول و چالش‌هایی است که مدام بر سر راه منطق ما قرار می‌گیرد. الگوهایی که قرن‌هاست بین نسل‌های مختلف بشر تکرار می‌شوند. به عنوان مثال آدم‌ها معمولاً بیشتر اطلاعات خود را دست بالا می‌گیرند تا دست پایین یا اینکه خطر از دست دادن یک چیز خیلی بیشتر افراد را برانگیخته می‌کند تا امکان به دست آوردن یک چیز مشابه.
دوبلی در نود و نه فصل این کتاب، بر اساس مشاهدات علمی،نتایج آماری، استدلال و به کمک مثال‌ها ملموس و قابل فهم به خوبی برخی از رایج‌ترین خطاهای شناختی را مطرح می‌کند. به اعتراف خود دوبلی، فهرست خطاهای موجود در کتاب «هنر شفاف اندیشیدن» کامل نیست و با گذر زمان خطاهای جدیدتری هم پیدا خواهند شد. این کتاب یک درمان قطعی یا دستور العمل حاضر و آماده برای مبارزه با خطاهای شناختی نیست. برخی از این خطاها چنان در تار و پود ما تنیده شده‌اند که رهایی از چنگشان تقریباً غیرممکن است. هدف اصلی از دانستن راجع به این خطاها این است که تا جایی که امکان دارد در زندگی روزمره گرفتارشان نشویم.
«هنر شفاف اندیشیدن» از آن کتاب‌ها نیست که گام‌هایی به سمت موفقیت یا رازهای خوشبختی را به ما نشان می‌دهند؛ فقط می‌خواهد با زبانی ساده نسبت به قفس غفلت و خطاهای فکری معمول آگاهمان کند. برای فردایی بهتر، همه ما به هنر شفاف اندیشیدن نیاز داریم.

## بررسی و نقد
کتاب هنر شفاف اندیشیدن علاوه بر جلب توجه مخاطب‌ها نظر رسانه‌ها را نیز جلب کرد در نقد و بررسی آن مطالب متعددی منتشر شده است.
در بررسی ارائه شده در خبرگزاری ایسنا آمده است:
چکیده کلام رولف دوبلی در کتاب هنر شفاف اندیشیدن این است که خطاهای ذهن خود را کنار بزن تا اندیشه شفاف مجال جلوه گری پیدا کند وزندگی تو را متحول نماید. درواقع از دیدگاه این نویسنده و کارآفرین مطرح جهان، شفاف اندیشیدن مدیون شناخت موشکافانه خطاهای ذهن است و این در حالی است که اغلب مردم از شناسایی خطاهای ذهن خود شانه خالی می‌کنند و ترجیح می‌دهند خطاهای ذهن خود را نادیده بگیرند یا این خطاها را به چیزی بیرون از ذهن ربط دهند.

کمال درانی روان‌شناس عنوان کرده است:
دربارهٔ کتاب «هنر شفاف اندیشیدن» گفت: «در کتاب «هنر شفاف اندیشیدن» بیشتر نویسنده دارد روایتی را نقل می‌کند که از تجربیات خود ناشی شده و این روایت بیشتر از سازوکار ذهنی اوست. علم روان‌شناسی امروز فکر می‌کند چطور ذهن انسان کار می‌کند. ما دنیا را از عینک ذهنمان نگاه می‌کنیم. آنچه در واقع وجود دارد، متفاوت از آن چیزی است که در ذهنمان می‌سازیم. کتاب پیش رو، بر این نکته تأکید می‌کند و بیشترین کارکردش هم روی همین کارکرد ذهن انسان و نیمه پر و خالی لیوان است. یک اشکال هم در این کتاب به نظرم آمد. این که نویسنده در آن نیمه خالی لیوان را بیشتر نگاه می‌کند. این مسئله ممکن است روی برخی از خوانندگان اثر سوء داشته باشد.»

## ترجمه
این کتاب در سال ۱۳۹۴ توسط عادل فردوسی‌پور و همچنین بهزاد توکلی و علی شهروزی، ترجمه شد و نشر چشمه آن را در ۳۲۵ صفحه منتشر کرد. کار ترجمه این کتاب از بهمن ماه سال ۹۳ آغاز، و در فروردین سال ۹۴ به اتمام رسید.

عادل فردوسی پور در دیپاچه کتاب نوشته است:
«تصور کنید در زمین فوتبال هیچ خطایی اتفاق نمی‌افتاد. آن وقت واژه‌ای به نام پنالتی، اخطار و اخراج هم معنا نداشت. اشک‌ها و لبخندها محو می‌شدند و زیبایی فوتبال هم رنگ می‌باخت. آدم‌ها شبیه ربات‌های برنامه‌ریزی شده‌ای بودند که وظیفه‌شان بردن بدون کوچک‌ترین اشتباه بود.
حالا تصور کنید در این جهان پهناور که هزاران زمین فوتبال را در خود جای داده، قرار می‌شد هیچ انسانی دچار خطا و اشتباه نشود؛ آیا جهان بهتری داشتیم؟ جنگ‌افروزی‌ها به پایان می‌رسید؟ جرم و جنایت از صفحه روزگار محو می‌شد؟ انسان‌ها با همدیگر روابط بهتری برقرار می‌کردند؟ پاسخ به این پرسش‌ها و پیش‌بینی جهانی که هرگز تجربه‌اش نکرده‌ایم، کار دشواری است؛ اما آنچه قابل پیش‌بینی است، آن است که هر چه بیشتر خطاهای خود را بشناسیم، رویکرد بهتری به زندگی خود خواهیم داشت. از آنجا که خطاهای بشری در طول حیاتش از الگوهای مشابهی پیروی می‌کنند، امکان شناختن آن‌ها نیز امری ممکن است.
رولف دوبلی در این کتاب می‌کوشد بر اساس مطالعات، تحقیقات و تجربیات شخصی‌اش عمدهٔ این خطاها را شناسایی، بازخوانی و معرفی کند. همان‌گونه که خود در مقدمهٔ کتابش ذکر می‌کند، فهرست خطاهایش کامل نیست و موارد دیگری را نیز می‌توان به آن افزود.

### اشتباهات ترجمه فارسی
ترجمه فارسی سال ۱۳۹۴ عادل فردوسی‌پور، بهزاد توکلی و علی شهروزی (چاپ نود و نهم کتاب - پاییز ۹۸) هر چند روان و خوب است اما خالی از اشتباه نیست و به دلیل این اشتباهات متن کتاب درجاهایی نامفهوم شده یا حتی معنی نادرستی از آن برداشت خواهد شد. برای مثال در فصل ۶۳ به نام «سرعت‌گیر در مقابل شماست! منطق ساده» این‌طور آمده است:
این باعث شد آمیتای شنهاو، روان‌شناس هاروارد و همکارانش تحقیق کنند که نتایج سی‌آرتی افراد با ایمان آنها ارتباط دارد یا نه. آمریکایی‌هایی با سی‌آرتی بالاتر (این تحقیق فقط در آمریکا انجام شد) معمولا بی‌دین هستند و گناهانشان در طول سالیان انباشته شده.
ترجمه درست عبارت آخر این است: … آمریکایی‌هایی با سی‌آرتی بالاتر (این تحقیق فقط در آمریکا انجام شد) معمولا بی‌دین هستند و بی‌ایمانی آنها در طول سالیان مستحکم‌تر شده است.
در فصل ۵۹ با نام «انحراف اطلاعات» پاراگراف مربوط به پرسش و آزمایش جاناتان بارون فارغ‌التحصیل دانشگاه پنسیلوانیا از پزشکان کاملاً نامفهوم ترجمه شده است.
عنوان فصل ۶۷ به انگلیسی BE YOUR OWN HERETIC است که ترجمه شده "برای خودت بدعت گذار باش" این ترجمه علاوه بر اینکه کاملاً اشتباه است با اصل و مفهوم کتاب در تضاد است. ترجمه درست می‌شود به باورها و اعتقادات خودت کاملاً مشکوک باش یا کافر باورهای خود باش.
در فصل ۶۸ در پاراگراف‌های مربوط به آزمایش «دن‌آریه‌لی» و «جیوونگ شن» یک کلمه کلیدی اشتباه ترجمه شده و باعث شده است تا تمام آزمایش برای خواننده نامفهوم و غیرمنطقی به نظر برسد:
... اگر پس از دوازده حرکت درها باز نمی‌شد، بازیکنان کم‌کم از صفحه محو و در نهایت ناپدید می‌شدند…
ترجمه درست:
... اگر پس از دوازده حرکت درها باز نمی‌شد، درها کم‌کم از صفحه محو و در نهایت ناپدید می‌شدند…
همین اشتباه مترجم باعث می‌شود کل آزمایش غیرمنطقی به نظر برسد و خواننده به ناچار بدون فهم آزمایش باید به خواندن کتاب ادامه دهد.
در فصل ۹۲ این‌طور آمده است که:
آن‌ها (خبرنگاران اقتصادی) پیش‌پا افتاده‌ترین اشاره‌های مدیران بانک مرکزی را پاک می‌کنند و هر طور شده با تجزیه و تحلیل حرف‌های آنها نکاتی را مبنی بر تغییر سیاست مالی کشف می‌کنند.
ترجمه درست:
آن‌ها (خبرنگاران اقتصادی) پیش‌پا افتاده‌ترین اشاره‌های مدیران بانک مرکزی را به دقت بررسی می‌کنند و هر طور شده با تجزیه و تحلیل حرف‌های آنها نکاتی را مبنی بر تغییر سیاست مالی کشف می‌کنند.